# Monte Carlo Open 1977 - Doppio
Il doppio del torneo di tennis Monte Carlo Open 1977, facente parte della categoria World Championship Tennis, ha avuto come vincitori François Jauffret e Jan Kodeš che hanno battuto in finale Wojciech Fibak e Tom Okker con il punteggio di 2–6, 6–3, 6–2.

## Teste di serie
1. Wojciech Fibak /  Tom Okker (finale)

1. Vijay Amritraj /  Balázs Taróczy (primo turno)

## Tabellone

### Legenda
| - Q = Qualificato - WC = Wild card - LL = Lucky loser | - ALT = Alternate - SE = Special Exempt - PR = Protected Ranking | - w/o = Walkover - r = Ritirato - d = Squalificato |

|  | Quarti di finale               | Quarti di finale               | Quarti di finale               | Quarti di finale | Quarti di finale |  |  | Semifinali                  | Semifinali                  | Semifinali                  | Semifinali                  | Semifinali |   |   | Finale                   | Finale                   | Finale | Finale | Finale |  |
|  |                                |                                |                                |                  |                  |  |  |                             |                             |                             |                             |            |   |   |                          |                          |        |        |        |  |
|  | 1                              | Wojciech Fibak Tom Okker       | Wojciech Fibak Tom Okker       | 6                | 6                |  |  |                             |                             |                             |                             |            |   |   |                          |                          |        |        |        |  |
|  |                                | Corrado Barazzutti Onny Parun  | Corrado Barazzutti Onny Parun  | 3                | 2                |  |  | Wojciech Fibak Tom Okker    | Wojciech Fibak Tom Okker    | Wojciech Fibak Tom Okker    | 6                           | 7          |   |   |                          |                          |        |        |        |  |
|  | Mark Cox Ion Țiriac            | Mark Cox Ion Țiriac            | Mark Cox Ion Țiriac            | 7                | 6                |  |  | Mark Cox Ion Țiriac         | Mark Cox Ion Țiriac         | Mark Cox Ion Țiriac         | 2                           | 6          |   |   |                          |                          |        |        |        |  |
|  | Björn Borg Guillermo Vilas     | Björn Borg Guillermo Vilas     | Björn Borg Guillermo Vilas     | 5                | 1                |  |  |                             |                             |                             |                             |            |   |   | Wojciech Fibak Tom Okker | Wojciech Fibak Tom Okker | 6      | 3      | 2      |  |
|  | Eddie Dibbs Adriano Panatta    | Eddie Dibbs Adriano Panatta    | Eddie Dibbs Adriano Panatta    | 6                | 6                |  |  |                             |                             | François Jauffret Jan Kodeš | François Jauffret Jan Kodeš | 2          | 6 | 6 |                          |                          |        |        |        |  |
|  | Birger Andersson Richard Lewis | Birger Andersson Richard Lewis | Birger Andersson Richard Lewis | 2                | 3                |  |  | Eddie Dibbs Adriano Panatta | Eddie Dibbs Adriano Panatta | 2                           | 6                           | 4          |   |   |                          |                          |        |        |        |  |
|  |                                | François Jauffret Jan Kodeš    | François Jauffret Jan Kodeš    | 7                | 6                |  |  | François Jauffret Jan Kodeš | François Jauffret Jan Kodeš | 6                           | 1                           | 6          |   |   |                          |                          |        |        |        |  |
|  | 2                              | Vijay Amritraj Balázs Taróczy  | Vijay Amritraj Balázs Taróczy  | 6                | 1                |  |  |                             |                             |                             |                             |            |   |   |                          |                          |        |        |        |  |